# Jan Okołowicz
Jan Okołowicz (ur. 1800, zm. 7 marca 1878 w Sanoku) – polski ziemianin, kupiec, przedsiębiorca, powstaniec listopadowy, naczelnik gminy Sanoka.

## Życiorys
Pochodził z obszaru Litwy. Był synem Szymona i Magdaleny z domu Rutkowskiej (zm. 1835 w wieku 72 lat). Został ziemianinem. Jego posiadłość znajdowała się na ziemi litewskiej nad Niemnem w okolicach Grodna. Uczestniczył w powstaniu listopadowym, po którym w ramach represji władze carskie skonfiskowały jego majątek, a on sam był zmuszony udać się emigrację. Przebywał we Francji, a następnie przybył na obszar zaboru austriackiego. Trafił do Sanoka i tam osiadł. Nabył obszar, stanowiący pozostałości areału wcześniej należącego do rodziny Tchorznickich, położony na zachodniej granicy miasta z Dąbrówką Polską. Zamieszkiwał w centrum miasta przy ulicy Floriańskiej. Jego dom w latach 30. mieścił się pod numerem konskrypcyjnym 86 (wraz z nim, prócz żony i dzieci, mieszkała tam też jego matka), a w latach 70. pod numerem 270; według stanu z 1931 istniał budynek przy ul. Floriańskiej 12 (nr konskrypcyjny 38) należał do Jana Okołowicza.
W latach 30. był kupcem w Sanoku. Pełnił funkcję drugiego nieegzaminowanego ławnika (niem. ungeprüfter Beisitzer) i kontrolera kasy miasta Sanoka około lat 1839/1842, następnie ponownie od około 1847, od około 1848 był honorowym nieegzaminowanym ławnikiem. Był radnym miejskim (pierwsza kadencja 1867). 14 marca 1867 wybrany zastępcą zwierzchnika (naczelnika) gminy Sanoka, Erazma Łobaczewskiego . Po ustąpieniu tegoż w dniu 10 listopada 1868 został wybrany przez Radę Miejską na urząd naczelnika gminy Sanok (prócz niego kandydowali wtedy na stanowisko Teofil Lewicki i Seweryn Popiel). 14 czerwca 1869 Rada Miejska nie przyjęła jego rezygnacji z urzędu burmistrza. Ponownie wybrany został w drugiej kadencji Rady Miejskiej 14 kwietnia 1870 (jego kontrkandydatem był ponownie Teofil Lewicki). Zastępcami Okołowicza byli Mateusz Beksiński (od 10 listopada 1868 do 14 kwietnia 1870), następnie od 14 kwietnia 1870 Teofil Lewicki, od 12 czerwca 1871 Jan Zarewicz, w 1872 ponownie M. Beksiński. Podczas jego urzędowania w maju 1869 ustalono regulamin poboru drewna z lasu miejskiego. W mieście zorganizowano obchody 300. rocznicy unii lubelskiej z 1569, które odbyły się 11 sierpnia 1869. W 1868 był zastępcą przewodniczącego komitetu kościelnego w Sanoku, Wilhelma Kwiatkowskiego. Wraz z Wilhelmem Kwiatkowskim był fundatorem szkoły muzycznej w Sanoku w 1871. Był założycielem stworzonego w 1872 Stowarzyszenia Ochotniczej Straży Ogniowej Królewskiego Wolnego Miasta Sanoka, którego celem była ochrona życia i mienia mieszkańców. W jej ramach założył pierwszą w mieście orkiestrę dętą.
10 stycznia 1872, na jego wniosek Roman Zdankiewicz otrzymał tytuł Honorowego Obywatela Królewskiego Wolnego Miasta Sanoka. Dokonał zakupu budynku Ramerówka od Ichla Ramera mając w zamiarze stworzenie w nim Czytelni Mieszczańskiej. Jednakże remont gmachu wymagał pokaźnych nakładów i trwał długo. Burmistrza spotkała krytyka, a Komisja Finansów wykazała niegospodarność jego działań. Ponadto w mieście miał miejsce wielki pożar 9/10 maja 1872, po którym władze namiestnictwa dokonały rozwiązania rady miasta. Okołowicz podał się do dymisji i ustąpił ze stanowiska. Pełnił obowiązki burmistrza do 20 sierpnia 1872. Ponadto był radnym Rady c. k. powiatu sanockiego, wybierany z grupy gmin miejskich i pełnił funkcję wydziałowego (1862) i zastępcy członka wydziału (1871, 1872, 1873, 1874).

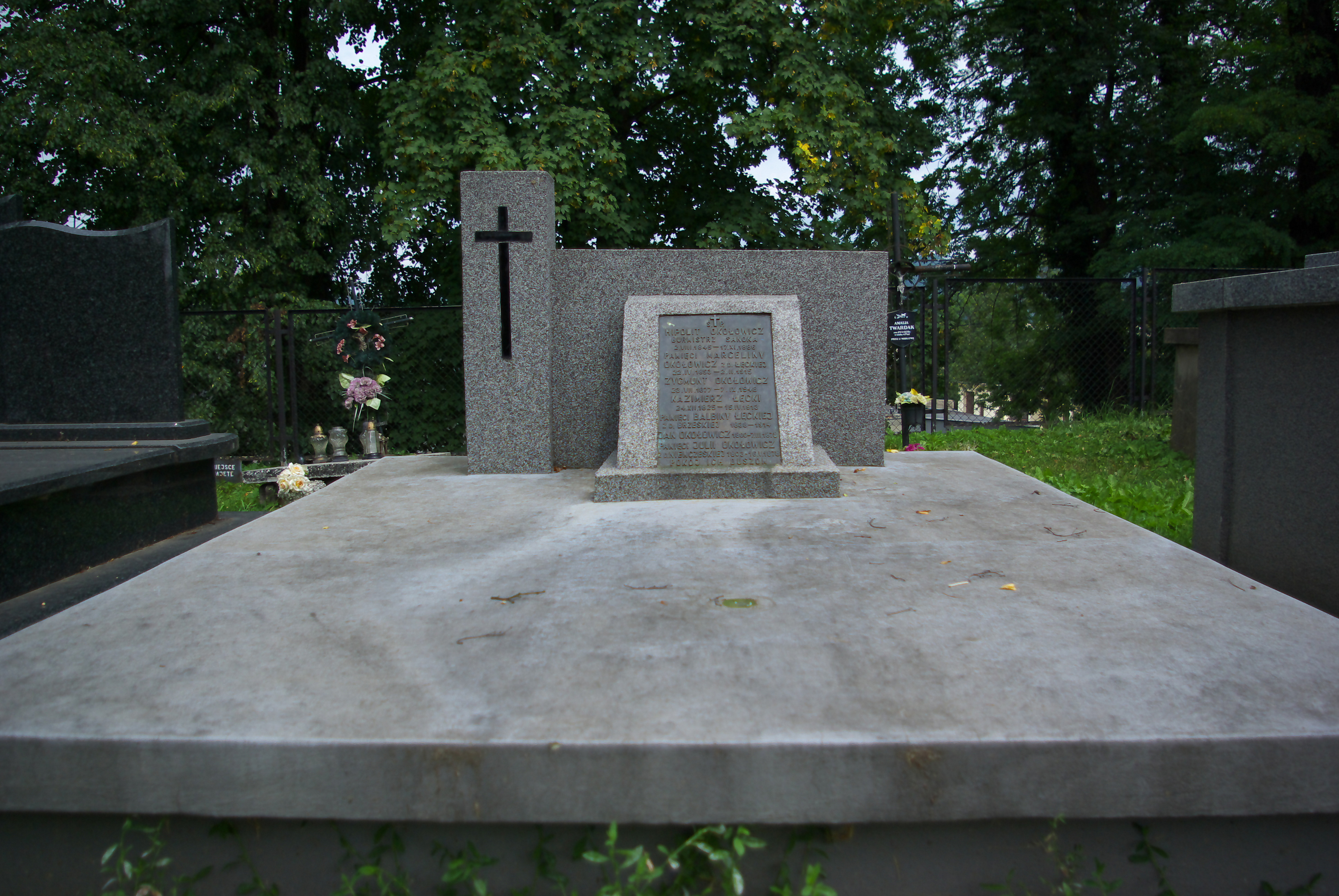
Grobowiec rodzinny Okołowiczów

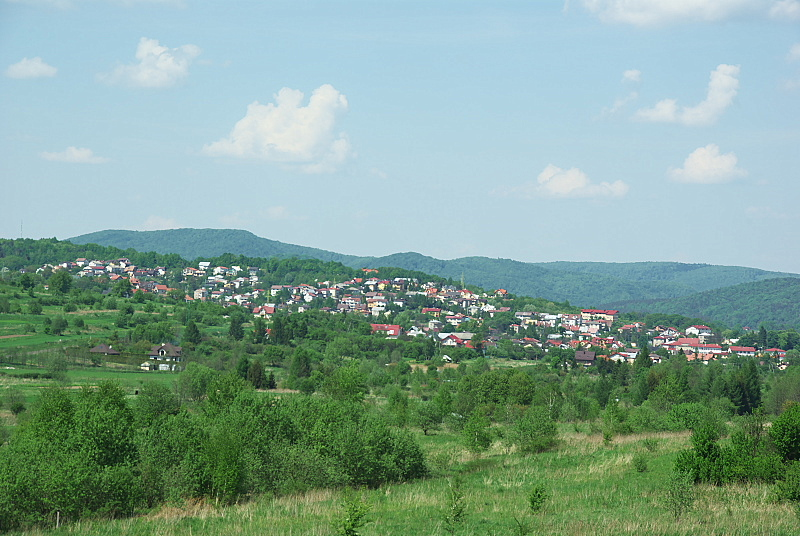
Panorama osiedla Okołowiczówka

W latach 60. rozpoczął poszukiwanie nafty w podsanockich Płowcach, gdzie posiadał swój majątek (początkowo bez powodzenia, a potem z sukcesem). Według stanu z 1872 figurował jako właściciel dóbr tabularnych Zahutyń. W Sanoku posiadał destylarnię nafty. Zgłoszony do udziału w Wystawie Powszechnej w Wiedniu 1873 przedstawiał w grupie III (industria chemiczna) wyrób swojej fabryki: biały tłuszcz (smarowidło) z olejów nafty, służący do oliwienia wozów i maszyn.
Zmarł 7 marca 1878, a dwa dni później odbył się jego pogrzeb. Jego żoną od około 1824 była Julia z domu Niemczewska (ur. 1803, zmarła dwa miesiące po mężu, 16 maja 1878). Ich dziećmi byli: Waleria (ur. około 1827, od 1848 żona Franciszka Kisslinga), Natalia Katarzyna (ur. 1828), Ignacy (ur. ok. 1829, zm. 1837), Jakub Ignacy (ur. 1831), Józef Antoni (1833-1834), Wilhemina Joanna (1834-1837), Norbert Antoni Hieronim (ur. 1837), Wilhelmina Aniela (1839-1840), Sylwian Zygmunt wzgl. Zygmunt Sylwan (ur. 1843, zm. 1875), Hipolit Marian (1845-1886, właściciel dóbr, żonaty z Marceliną Łęcką). Grobowiec rodzinny Okołowiczów znajduje się na północnym krańcu cmentarza przy ul. Jana Matejki w Sanoku. Prócz członków rodziny Okołowicz w tym miejscu został pochowany także Kazimierz Łęcki (powinowactwo obu rodzin wynikało z faktu, że jego córka Marcelina Łęcka została żoną Hipolita Okołowicza tj. syna Jana Okołowicza). 
Teren należący pierwotnie do Okołowicza, położony na obszarze Dąbrówki Polskiej, w połowie XIX wieku został wraz z Dąbrówką Ruską połączony w jedną wieś Dąbrówkę, a 1 stycznia 1962 wieś przyłączono do miasta Sanoka i od tego czasu stanowi dzielnicę Dąbrówka.
Osiedle mieszkaniowe w sanockiej dzielnicy Dąbrówka, położone na obszarze dawniej należącym do Jana Okołowicza, nosi zwyczajową nazwę Okołowiczówka. W ramach tego osiedla istnieje ulica Okołowiczówka.